# Sabrina Gahr
Sabrina Manuela Gahr (* 30. August 1994 in München) ist eine deutsche Fußballspielerin. Die Abwehrspielerin ist seit dem 1. September 2023 Vertragsspielerin der Frauenfußballabteilung des Mehrspartensportvereins TSV Turnerbund München.

## Karriere
Gahr begann für den in ihrer Geburtsstadt ansässigen FFC Wacker München mit dem Fußballspielen und durchlief alle Altersklassen bis zur B-Jugend. Noch als B-Juniorin kam sie für die erste Mannschaft am 20. März 2011 (15. Spieltag) beim 2:0-Sieg im Auswärtsspiel gegen den ASV Hagsfeld in der drittklassigen Regionalliga Süd mit Einwechslung für Julia Kremser in der 58. Minute zu ihrem Seniorinnendebüt.
Ab der Folgesaison bis zum Saisonende 2018/19 gehörte sie der Mannschaft durchgängig in der Regionalliga Süd an und wurde in 70 Punktspielen eingesetzt, in denen ihr zwei Tore gelangen. Mit den Platzierungen 2 und 3 in den Saisonen 2014/15 und 2012/13 erzielte sie mit ihrer Mannschaft das beste Ergebnis während ihrer Zugehörigkeit. Ihr Seniorinnentordebüt gelang am 17. September 2017 (3. Spieltag) beim 2:2-Unentschieden im Heimspiel gegen den ETSV Würzburg mit dem Treffer zum 2:0 in der 26. Minute.
Nachdem sie sich am 1. Juli 2019 am Karriereende wähnte, wurde sie nochmal aktiv, da sie vom österreichischen Bundesligisten FC Bergheim zur Saison 2021/22 verpflichtet wurde. Für die Mannschaft nahe Salzburg bestritt sie in ihrer ersten Saison 16, in ihrer zweiten und letzten Saison neun Punktspiele (1. bis 9. Spieltag), in beiden gelang ihr jeweils ein Tor. Am Saisonende kehrte sie nach Deutschland zurück und schloss sich dem in der Kreisliga 01 München vertretenen Mehrspartensportverein TSV Turnerbund München an, für den sie in der Saison 2023/24 fünf Tore in zehn Punktspielen erzielte und damit zum Aufstieg in die Bezirksliga beitrug.